# 皇家监狱 (加的斯)

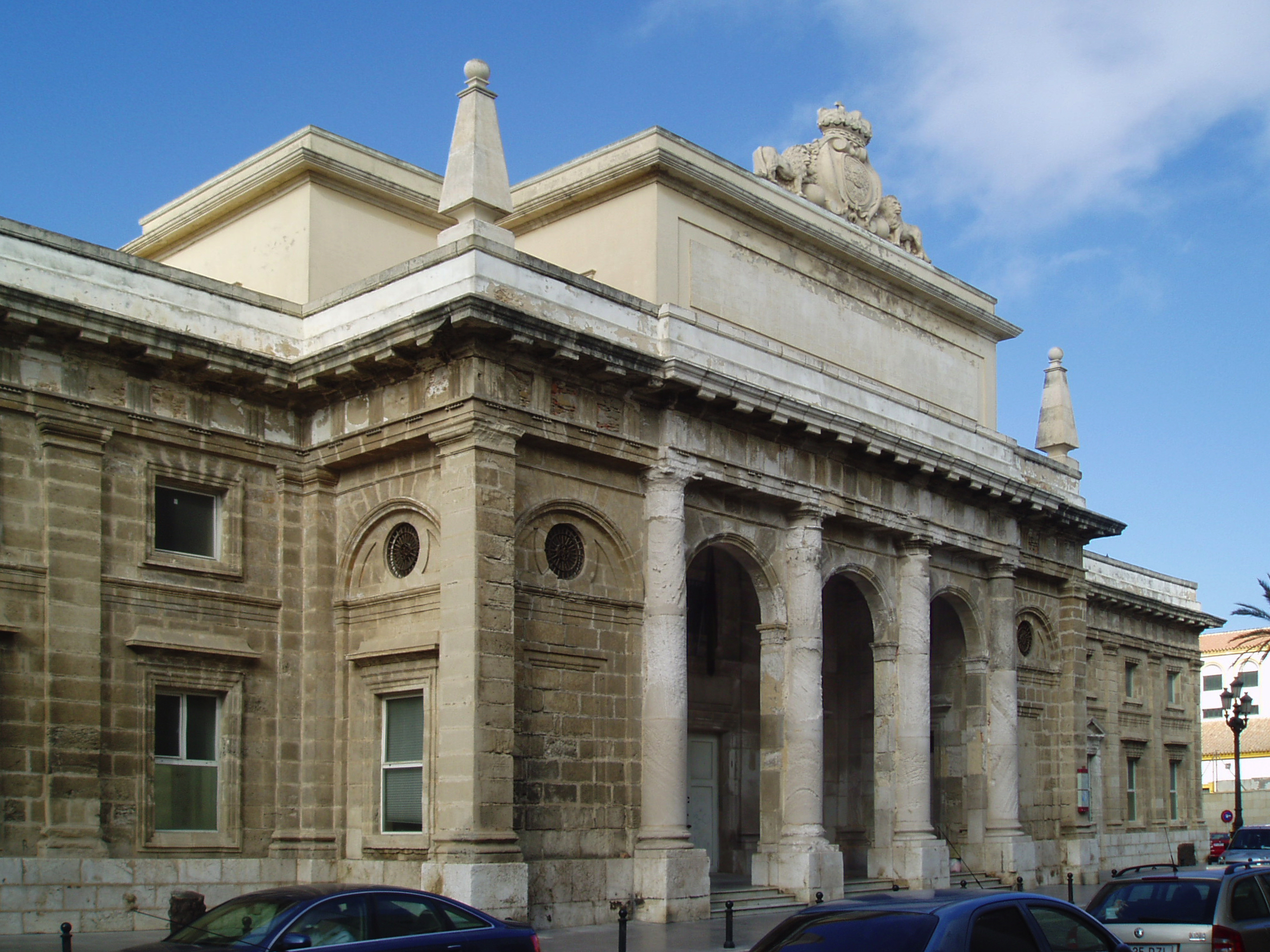
皇家监狱

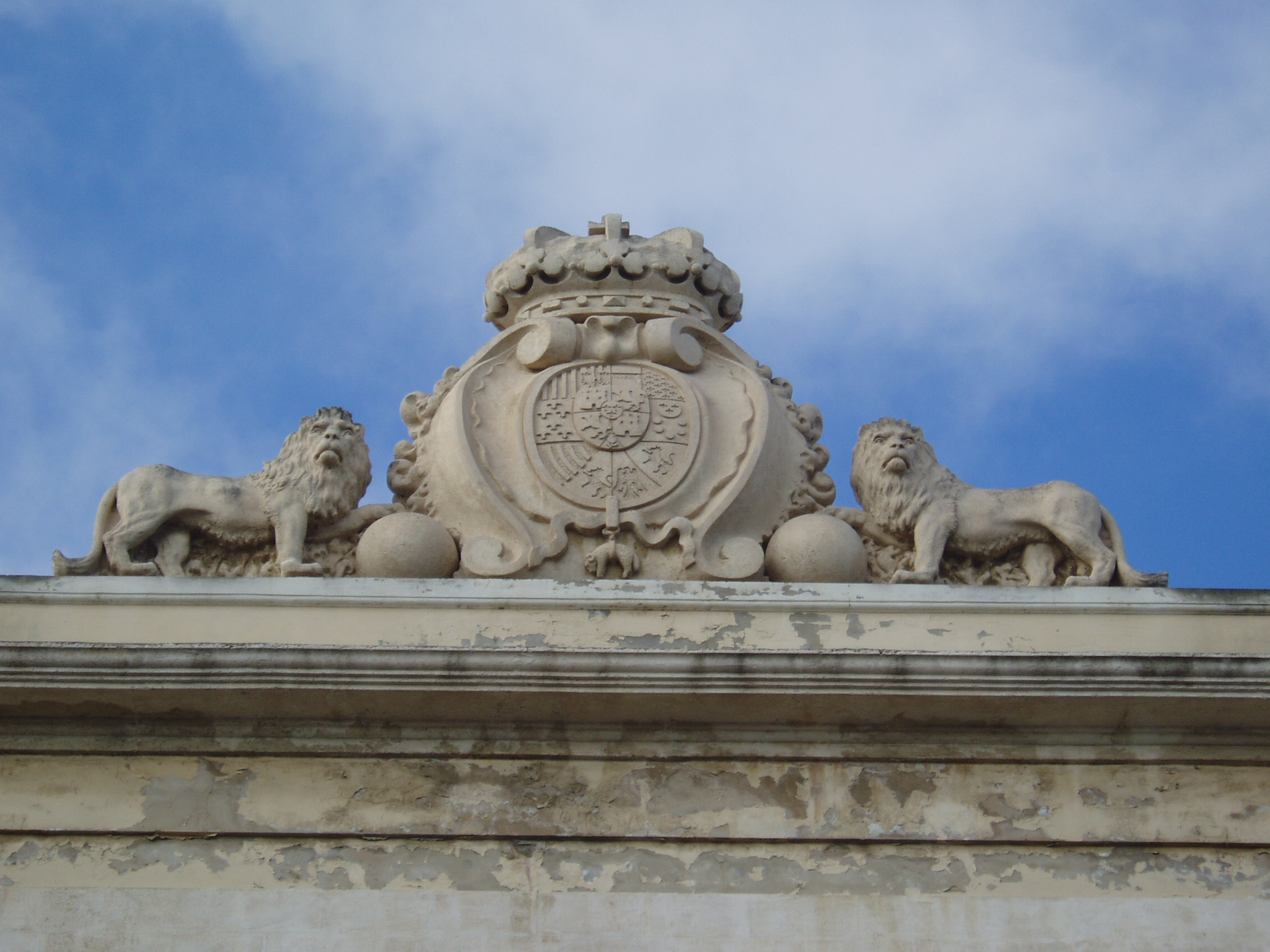

皇家监狱（西班牙語：Cárcel Real）是西班牙南部城市加的斯的一座历史建筑，新古典主义建筑风格。

## 历史
1792年，加的斯市决定替换容量、位置和建筑质量都很差的旧监狱，在一个空气好的地方建造一座较大的新监狱。当时加的斯最好的建筑师托尔夸托·本胡梅达（Torcuato Benjumeda）设计了这座建筑。这时，新古典主义建筑开始在西班牙取代巴洛克建筑。随着西班牙进入长期的经济衰退，更为精致的巴洛克风格被视为颓废和低俗。建造费用为350万西班牙雷亚尔。这座建筑于1836年开放使用，大部分建筑都是在建筑师胡安·道拉（Juan Daura）的领导下完成的。当时，离海最近的最后一部分是不完整的，直到1990年修复时才完成。最后一个项目是由蒙特斯·德扎（J.Montes Deza）设计，原本作为法院使用，并将其从废墟状态中拯救出来。

## 建筑
这座建筑是长方形的，长66.87米，宽33.45米，为完全对称的新古典主义风格。这座建筑高两层，入口附近有一句“恨犯罪，可怜罪犯”（odia el delito, compadece al delincuente）。恩里克·罗梅罗·德托雷斯（Enrique Romero de Torres）在《西班牙纪念碑目录-加的斯省》中，认为这座建筑是“加的斯最具建筑品味的民用建筑”， 并补充说，“如果不是‘恨犯罪，可怜罪犯’这句话，人们可能会认为它是博物馆或文学中心。”